# Slovenska Bistrica
Slovenska Bistrica (IPA: [slɔˈʋeːnska ˈbiːstɾitsa], németül Windisch-Feistritz régi magyar neve: Vendbeszterce) város és Slovenska Bistrica község központja Északkelet-Szlovéniában, Podravska statisztikai régióban.

## Fekvése
Maribortól 19 km-re délre, a Bistrica-patak partján található. Mellette halad el az A1-es autópálya.

## Történelem

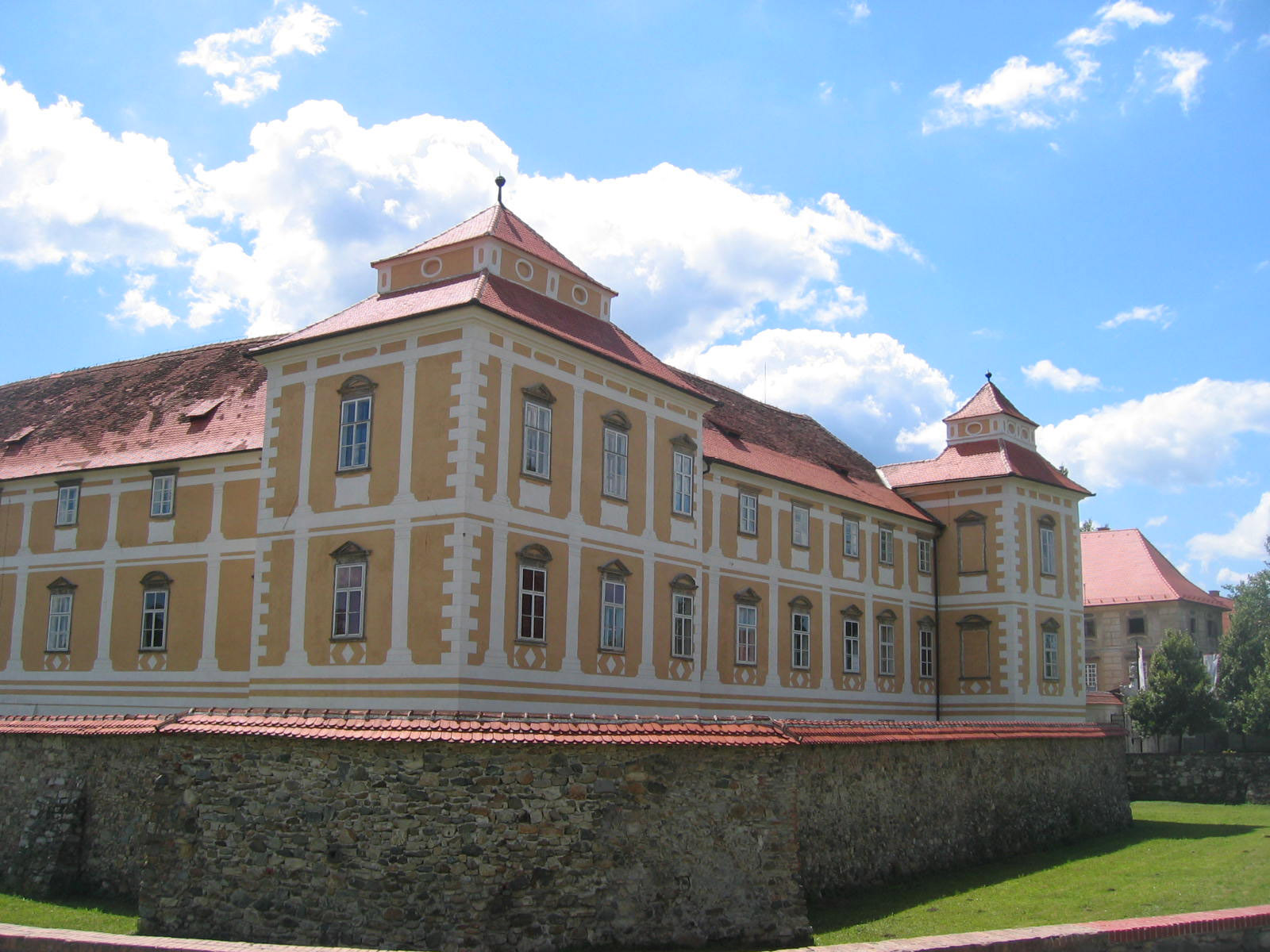
A vendbesztercei kastély

A város Szlovénia egyik legrégibb városa. A Mariborba, Ptujba és Celjébe vezető kereskedelmi utak kereszteződésében jött létre a Civitas Nagotiana nevű római település romjain. A „Slovenska Bistrica” nevet először 1565-ben jegyezték fel.
A város egészen az első világháború végéig, 1918-ig Stájerországhoz tartozott és az uralkodó nyelv a német volt. Az 1910-es osztrák népszámlálások szerint a lakosság 57,7%-a a németet használta a mindennapi életben, holott a környező falvaknak a kizárólagos nyelve a szlovén volt.

## Népesség
Lakosainak száma 2012-ben 7573 fő volt.

## Híres emberek
- Itt született Alfonz Šarh (1893–1943) szlovén paraszt, II. világháborús partizán.

## Fordítás
- Ez a szócikk részben vagy egészben  a   Slovenska Bistrica című angol Wikipédia-szócikk ezen változatának fordításán alapul.  Az eredeti cikk szerkesztőit annak laptörténete sorolja fel. Ez a jelzés csupán a megfogalmazás eredetét és a szerzői jogokat jelzi, nem szolgál a cikkben szereplő információk forrásmegjelöléseként.
- Ez a szócikk részben vagy egészben  a   Slovenska Bistrica című szlovén Wikipédia-szócikk ezen változatának fordításán alapul.  Az eredeti cikk szerkesztőit annak laptörténete sorolja fel. Ez a jelzés csupán a megfogalmazás eredetét és a szerzői jogokat jelzi, nem szolgál a cikkben szereplő információk forrásmegjelöléseként.